# Martin Abentung
Martin Abentung (Innsbruck, 27 de marzo de 1981) es un deportista austríaco que compitió en luge en la modalidad individual.
Ganó una medalla de plata en el Campeonato Mundial de Luge de 2008 y dos medallas en el Campeonato Europeo de Luge, plata en 2008 y bronce en 2004.

## Palmarés internacional
| Campeonato Mundial | Campeonato Mundial | Campeonato Mundial | Campeonato Mundial |
| Año                | Lugar              | Medalla            | Prueba             |
| ------------------ | ------------------ | ------------------ | ------------------ |
| 2008               | Oberhof (Alemania) | Medalla de plata   | Equipo             |
| Campeonato Europeo |                    |                    |                    |
| Año                | Lugar              | Medalla            | Prueba             |
| 2004               | Oberhof (Alemania) | Medalla de bronce  | Equipo             |
| 2008               | Cesana (Italia)    | Medalla de plata   | Equipo             |